# 約哈蘭·本·撒該
約哈蘭·本·撒該是古代犹太人坦拿，第二圣殿时期晚期至圣殿被毁后时期的重要犹太哲人，是拉比犹太教核心文本米書拿的主要贡献者，对拉比犹太教的形成至关重要。他是米書拿中首个获得拉比称号的犹太哲人。